# 36 Pułk Inżynieryjno-Budowlany
36 Pułk Inżynieryjno-Budowlany (36 pib) – oddział Służby Zakwaterowania i Budownictwa ludowego Wojska Polskiego.
Pułk został sformowany w 1968 roku, w garnizonie Szczecin jako JW 4177. W czerwcu 1989 roku został rozformowany, a na jego bazie zorganizowano 36 Wojskowe Zakłady Budowlane.

## Dowódcy pułku
- ppłk Andrzej Dobrzyński
- pułkownik Litwin